# Deux Minets pour Juliette !
Pour plus de détails, voir Fiche technique et Distribution.
Deux Minets pour Juliette !, parfois nommé Surtout pas avec ma femme (Not with My Wife, You Don't!) est un film américain réalisé par Norman Panama, sorti en 1966.

## Synopsis
Tom Ferris et Tank Martin, deux militaires de l'armée de l'air, en poste en Corée, se disputent les faveurs d'une infirmière italienne.

## Fiche technique
- Titre original : Not with My Wife, You Don't!
- Titre français : Deux Minets pour Juliette ![1],[2]
- Titre alternatif : Surtout pas avec ma femme[3]
- Réalisation : Norman Panama[4]
- Scénario : Norman Panama, Larry Gelbart et Peter Barnes (en), d'après une histoire écrite par Norman Panama et Melvin Frank[4]
- Direction artistique :
- Décors : George James Hopkins[4]
- Costumes :
- Photographie : Charles Lang[4]
- Son : Stanley Jones[4]
- Montage : Aaron Stell[4]
- Musique : John Williams[4]
- Production : Norman Panama[4]
  - Production associée : Joel Freeman[4]
- Société de production : Fernwood-Reynard[5]
- Sociétés de distribution :  États-Unis Warner Bros.[5] au cinéma, et Warner Home Video en VHS et DVD
- Budget :
- Pays d'origine :  États-Unis
- Langue originale : anglais
- Genre : comédie
- Durée : 119 minutes[6]
- Format : couleur (Technicolor)[6] - 1,85:1[6] - Son mono[6] - 35 mm[6]
- Dates de sortie :
  -  États-Unis : 2 novembre 1966 à New York[7]
  -  France : 22 mars 1967[8],[9],[10]
- Box-office :
  -  France : 57762 entrées, dont 15609 entrées parisiennes[10]
  -  Espagne : 1847003 entrées[10]
- Affiche : Raymond Elseviers (titre : Surtout pas avec ma femme !, Belgique)

## Distribution
Source principale : Internet Movie Database
- Tony Curtis (VF : Michel Roux) : Tom Ferris
- Virna Lisi (VF : Martine Sarcey) : Juliet Ferris née Julietta Parodi
- George C. Scott (VF : André Valmy) : 'Tank' Martin
- Carroll O'Connor (VF : Yves Brainville) : Général Maynard C. Parker
- Richard Eastham (en) (VF : René Arrieu) : Général Milt Walters
- Eddie Ryder (VF : Serge Lhorca) : Sergent Gilroy
- George Tyne (en) : Sergent Dogerty
- Ann Doran : Doris Parker
- Donna Danton : nurse Sally Ann
- Natalie Core : Lillian Walters
- Buck Young (VF : Denis Savignat) : Colonel de la Police de l'Air
- Maurice Dallimore (en) (VF : Roger Tréville) : commentateur de la BBC
- Robert Cleaves : reporter du Time
- Nicky Blair (VF : Albert Augier) : le réceptionniste de l'hôpital
- Bob Hope (VF : Serge Lhorca) : Lui-même
- William Phipps (VF : Michel Gudin) : le sergent informant le colonel Ferris
- Lennie Weinrib (VF : Henri Virlojeux) : la voix du monstre aux yeux verts de jalousie dans le dessin animé